# Graminicola bengalensis
La yerbera bengalí (Graminicola bengalensis) es una especie de ave paseriforme de la familia Pellorneidae propia del noreste del subcontinente indio.

## Distribución y hábitat
Se extiende a los pies del Himalaya oriental. Su hábitat natural son los hebazales y cañizales altos que emergen alrededor de pantanos y ríos del norte de Bangladés, norte y noreste de la India, Bután y Nepal. La reserva natural de Sukla Phanta en Nepal es el límite occidental de su área de distribución. Está amenazada por la pérdida de hábitat.